# Jean-Conrad Wieland
Jean-Conrad Wieland (Nascut el 2 de juny, 1754 a Basilea (Suïssa) i mort afusellat entre el 6 i el 9 de gener de 1794 a Noirmoutier-en-l'Île, fou un soldat suís i oficial de l'exèrcit republicà durant la revolta de La Vendée.

## Biografia
Jean-Conrad Wieland va néixer a Basilea el 1754, Era fill de Jean-Henri Wieland i Dorothée Buxtorf. Com diversos membres de la seva família, es va unir a l'exèrcit francès i es va allistar el 1771 al regiment de Boccard. El 1782 va ser elevat al rang de tinent i el mateix any es va casar a Calais amb Marie-Claudine Tucker. La parella va tenir tres filles: Adeline-Sophie-Dorothée; Marie-Marguerite que va morir al cap d'unes setmanes; i Anne-Louise.
Wieland va dimitir de l'exèrcit el 1784. Després es va traslladar a París, després a Nantes. En aquesta ciutat esdevingué comerciant i s'uní amb un home anomenat Daniel Schinz, de Zuric, en el comerç de sucre, cafè i cotó amb connexió diversos ports d'Europa.
El 1789, a l'inici de la Revolució Francesa, Wieland es va unir a la Guàrdia Nacional de Nantes. El novembre de 1789 va ser nomenat cap del batalló de la Borsa.
Quan va començar la guerra de Vendée el març de 1793, Wieland va participar en operacions contra els camperols que s'havien aixecat contra la lleva en massa. Al març, es trobava a Ancenis, que fou atacada sense èxit pels insurgents. Després va servir sota les ordres del general Beysser i va participar en la reconquesta de Machecoul el 22 d'abril. Aleshores, Beysser va recuperar el control de l'illa de Noirmoutier el 29 d'abril i va posar Wieland al capdavant de la guarnició encarregada d'ocupar l'illa. El 22 de maig fou elevat al grau de tinent coronel.
Després d'uns mesos de calma, Wieland, però, va haver d'enfrontar-se a les tropes de Charette que van intentar reprendre Noirmoutier amb la complicitat de certs habitants de l'illa. Va rebutjar un primer atac el 30 de setembre i va establir una comissió militar per trobar i jutjar els conspiradors. Tanmateix, Charette va llançar un nou atac el 12 d'octubre. Aquesta vegada, les defenses republicanes es van trencar i els Vendeans van prendre possessió de l'illa. Wieland va arribar al port de La Chaise, on va organitzar l'embarcament i l'evacuació a Nantes de la seva dona i els seus fills.
```
Tanmateix, els republicans creuen que intenta fugir, provocant pànic.
[
8
]
 Wieland torna llavors a la ciutat i es tanca dins del castell amb les seves tropes.
[
5
]
[
8
]
 Poc després, es va rendir i va donar la seva espasa a Charette, que li va retornar.
```

La guarnició de Noirmoutier va ser portada a Bouin, on fou massacrada en part per François Pajot, però Wieland es va quedar a Noirmoutier on va mantenir bones relacions amb l'estat major reialista. El 3 de gener de 1794, els republicans desembarcaren a l'illa i obtingueren la rendició de la guarnició de la Vendée. Malgrat les promeses del general Haxo, tots els defensors van ser afusellats per ordre dels representants en missió Prieur de la Marne, Turreau i Bourbotte.
Wieland és descobert i immediatament acusat de traïció pels representants en missió, que decideixen executar-lo sense judici.{A 1.}
Wieland va ser afusellat entre el 6 i el 9 de gener, a la Place d'Armes, a Noirmoutier-en-l'Île. Va ser executat al mateix temps que Maurice D'Elbée, Pierre Duhoux d'Hauterive i Pierre Prosper Gouffier de Boisy, que van intentar inútilment exonerar-lo.
A Nantes, el Comitè Revolucionari de Nantes va fer arrestar la dona de Wieland, així com els seus fills i la seva parella, Schinz. El 27 d'octubre de 1793, Marie-Claudine Tucker va ser empresonada a la presó de Le Bon Pasteur, mentre que Schinz va ser empresonat a Saintes-Claires. La Revue du Bas-Poitou et des Provinces de l'Ouest, Volumes 59 à 60, 1946, p. 122 L'ambaixador François Barthélemy va obtenir el seu alliberament el febrer de 1794. Aleshores Marie-Claudine Tucker va anar a Basilea, amb la família del seu marit, on va donar a llum un fill, que va rebre el nom de pila del seu pare, Jean-Conrad. El 24 de Brumari de l'any V, François Louis Phelippes-Tronjolly va fer una petició signada per diversos administradors de la ciutat i del cantó de Nantes per obtenir la rehabilitació de Wieland1. L'any 1795, Legrand, advocat de París, va enviar unes memòries{A 2} al Ministeri de la Guerra per obtenir una pensió per a la vídua i els fills de Wieland. Marie-Claudine Tucker rep una dieta de 200 francs en pluviôse de l'any IX i mor a Versalles el 4 d'abril de 1803.